# 飯沼信義
飯沼 信義（いいぬま のぶよし、1938年9月20日 - ）は、日本の作曲家。

## 人物
長野県南安曇郡豊科町（現在の安曇野市）出身。長野県松本深志高等学校を卒業後、東京芸術大学音楽学部作曲科に進学、同専攻科修了。作曲を石桁眞禮生、ピアノを安藤仁一郎、小田雪江、遠山ゆや、指揮法を山田一雄にそれぞれ師事。
第32回日本音楽コンクール入賞。1964年より桐朋学園大学にて教鞭をとる。現在、桐朋学園大学名誉教授。日本現代音楽協会、日本作曲家協議会、作曲家の会《環》各会員。

## 主な作品
学校向けの合唱作品が多い。
- 麦藁帽子（立原道造 詩）
- 若葉よ来年は海へ行こう（金子光晴 詩）
- 名づけられた葉（新川和江 詩）
- 六年生の夏（関根栄一 詩）
- 手紙（石雅彦 詩）
- ブルゥブルゥブルゥ（新川和江 詩）
- うつくしい鐘が… （新川和江 詩）（第48回NHK全国学校音楽コンクール中学校の部課題曲）
- 『讃歌』信濃によせる合唱組曲「おいで光の子どもたち」より（島崎光正 詞）[2]
- 安曇野市歌 水と緑と光の郷（保岡直樹 詞）
- あづみの健康体操（編曲）
- コンサートマーチ'87　(1987年度(第35回)吹奏楽コンクール課題曲C)

### オペラ
- オムニバス・オペラ「小判狂言」 第三話『裁き』台本：中村栄 原作：井原西鶴 太宰治 1972[3]
- オムニバス・オペラ「小判狂言」 第三話『機略』台本：中村栄 原作：井原西鶴 太宰治 1977[4]

### 校歌
- 安曇野市立穂高北小学校（務台理作 詩）
- 安曇野市立穂高西小学校（川田殖 詩）
- 北区立十条富士見中学校（金澤智恵子 詩）
- 長野市立篠ノ井西中学校（まど・みちお 詩）
- 長野県明科高等学校（峯村文人 詩）
- 長野県坂城高等学校（峯村文人 詩）
- 長野県田川高等学校（鈴木脩 詩）
- 長野県松川高等学校（井出賢次 詩）
- 長野県松本蟻ヶ崎高等学校（黒田美雄 詩）
- 松本市立波田小学校（窪田章一郎 詩）
- やなせ幼稚園（柳瀬劫子詩）

## 著書
- 「ロッホの訓戒 飯沼信義－随想・論攷選集」信濃毎日新聞社、2019年